# Passpunkt
Für den Passpunkt oder Referenzpunkt ist die Position im übergeordneten Koordinatensystem genau bekannt.
In der Photogrammetrie und Fernerkundung werden Passpunkte (auch: Referenzpunkte, englisch Ground Control Point (GCP) oder Festpunkte) für die Bestimmung der Elemente der Orientierung eines  Messbildes verwendet. Es handelt sich um Punkte im Gelände, deren Lage in einem entsprechenden (Gelände-)Koordinatensystem bekannt ist und die in einem Luft- oder Satellitenbild eindeutig zu erkennen sind.
Es werden unterschieden:
- Vollpasspunkte, bei denen die Raumkoordinaten X, Y und Z bekannt sind,
- Lagepasspunkte, bei denen die Lagekoordinaten X und Y bekannt sind, sowie
- Höhenpasspunkte, bei denen die Höhenkoordinate Z bekannt ist.

Ist eine besonders hohe Genauigkeit der Passpunkte notwendig oder sind keine natürlichen Landmarken im Gebiet der Aufnahme vorhanden, so müssen vor der Befliegung Punkte mit bekannten Koordinaten signalisiert werden. Im Normalfall jedoch werden natürliche Punkte im Gelände gewählt; dies können z. B. Häuserecken oder Wegkreuzungen sein.

## Gewinnung
Karten werden vor allem für die Gewinnung von Lagepasspunkten verwendet, die Ableitung von Höhenpasspunkten durch Höhenlinien ist aber auch denkbar. Es muss darauf geachtet werden, dass die Referenzkarte einen dem Luft- oder Satellitenbild entsprechend genauen Maßstab besitzt, die Karte ausreichend viele und brauchbare Passpunkte aufweist und an den Passpunkten keine Generalisierung stattgefunden hat.
GPS ermöglicht die relativ schnelle Gewinnung von Passpunktkoordinaten im Gelände. Voraussetzung ist jedoch, dass eine gute Verbindung zu den Satelliten besteht. Der Einsatz von differentiellem GPS (DGPS) führt zu sehr genauen Koordinaten, wie sie in vielen Anwendungen erforderlich sind.
Aerotriangulation wird vor allem für die Bestimmung der absoluten Orientierung von Stereomodellen eines Bildverbandes angewendet. Dabei werden die Passpunkte aus den Bildern selbst gewonnen, wenn zuvor bereits einige Passpunkte bekannt sind.
Geodätische Einmessung von Passpunkten ist zeit- und kostenintensiv, weshalb diese Methode nur in Ausnahmefällen angewendet wird. Sie führt jedoch zu den genauesten Ergebnissen.